# 바벨 (드라마)
《바벨》은 2019년 1월 27일부터 2019년 3월 24일까지 방영된 TV조선 토일 드라마이다.

## 기획 의도
복수를 위해 인생을 내던진 검사와 재벌과의 결혼으로 인해 인생이 망가진 여성 배우의 사랑 그리고 살인과 암투 속에 드러나는 재벌가의 탐욕스러운 민낯과 몰락을 그리는 '미스터리 격정 멜로' 드라마이다.

## 등장 인물

### 주요 인물
- 박시후 : 차우혁 역 (아역: 최로운) - 복수를 위해 인생을 내던진 검사
- 장희진 : 한정원 역 - 재벌과의 결혼으로 인해 인생이 망가진 여배우
- 김해숙 : 신현숙 역 - ㈜거산그룹 안 주인
- 장신영 : 태유라 역 - ㈜거산그룹 장녀
- 김지훈 : 태민호 역 - ㈜거산그룹 혼외자
- 송재희 : 태수호 역 (아역 김정철) - 마마보이 망나니. 엄마의 삐뚤어진 욕망 때문에 망나니로 살 수밖에 없던...
- 임정은 : 나영은 역 - 거대 신문사의 딸이자 재벌가의 며느리. 수호의 아내

### ㈜거산그룹 일가
- 김종구 : 태병찬 역 - ㈜거산그룹 회장
- 이승형 : 신현철 역 - 신현숙의 사촌동생. 거산그룹 이사

### 그 외 인물
- 송원근 : 우 실장 역 - ㈜거산그룹 혼외자인 태민호에게 벌어진 온갖 더러운 일을 처리하는 해결사
- 김진호 : 검찰청 부장 역 - 차우혁의 상사
- 김준원 : 오계장 역 - 검찰수사관
- 김주령 : 김명신 역 - 여실무관
- 강인서 : 박덕배 역 - 검찰수사관
- 윤수 : 김원희 역 - 검사 시보
- 윤진호 : 장배윤 역 - 강력계 1팀 팀장
- 윤봉길 : 이 형사 역
- 박주형 : 고재일 역 - 명신일보 기자
- 하시은 : 홍미선 역 - 한정원의 절친이자 스페인 요리 전문점 '돈키호테'의 사장
- 이재구 : 리키 역 - 30년 전, 신현숙의 운전기사였던 인물
- 경성환 : 권변 역 - 태유라의 오래된 후배이자 오른팔인 변호사
- 리민 : 국과수 검시관 역
- 채민서 : 조성희 역 - 사고 헬기 기장의 아내
- 김재운 : 킬러 역 - 신현숙이 고용
- 신재이
- 성령 : 레꾸앙무이 역 - 우실장의 아내
- 주석제
- 박청아
- 추연규

### 특별출연
- 서광재 : 태민호 사망사건 담당 판사 역

## 촬영지
- IFC 국제금융센터 - 거산그룹
- 휠하우스
- 원효대교
- 국립교통재활병원 - 거산병원
- 본점최대포 1호점

## 시청률
아래의 파란색 숫자는 '최저 시청률'이고, 빨간색 숫자는 '최고 시청률'입니다. 시청률조사회사와 지역별로 시청률에 차이가 있을 수 있다. 
| 2019년 | 2019년   | 2019년         | 2019년       | 2019년 |
| 회차   | 방송일   | AGB 시청률     | AGB 시청률   |        |
| 회차   | 방송일   | 대한민국(전국) | 수도권(서울) |        |
| ------ | -------- | -------------- | ------------ | ------ |
| 제1회  | 1월 27일 | 3.532%         | 4.321%       |        |
| 제2회  | 2월 2일  | 2.509%         | 2.653%       |        |
| 제3회  | 2월 3일  | 2.838%         | 3.603%       |        |
| 제4회  | 2월 9일  | 3.281%         | 3.625%       |        |
| 제5회  | 2월 10일 | 2.929%         | 3.364%       |        |
| 제6회  | 2월 16일 | 2.691%         | 3.042%       |        |
| 제7회  | 2월 17일 | 3.231%         | 3.605%       |        |
| 제8회  | 2월 23일 | 2.768%         | 2.467%       |        |
| 제9회  | 2월 24일 | 3.352%         | 4.005%       |        |
| 제10회 | 3월 3일  | 3.421%         | 3.957%       |        |
| 제11회 | 3월 9일  | 2.929%         | 2.811%       |        |
| 제12회 | 3월 10일 | 3.713%         | 4.058%       |        |
| 제13회 | 3월 16일 | 3.197%         | 3.125%       |        |
| 제14회 | 3월 17일 | 3.643%         | 3.981%       |        |
| 제15회 | 3월 23일 | 3.207%         | 3.418%       |        |
| 제16회 | 3월 24일 | 3.319%         | 3.449%       |        |

## 참고 사항
- 시청 등급은 1회부터 5회까지 청소년 보호법상, 19세 이상 시청가로 방영하였으나, 6회부터 15세 이상 시청가로 하향 조정되었다.[2][3]
- 이 화면은 16:9 비율을 구성됐으나, 과거 회상 등에서는 레터박스와 필러박스를 사용했다.

## 같이 보기
- 바벨